# Esbon, Kansas
Esbon, Kansas (енгл. Esbon) град је у америчкој савезној држави Канзас.

## Демографија
По попису из 2010. године број становника је 99, што је 49 (-33,1%) становника мање него 2000. године.
| Група             | 2000.       | 2010.      |
| Белци             | 143 (96,6%) | 90 (90,9%) |
| Афроамериканци    | 0 (0,0%)    | 1 (1,0%)   |
| Азијати           | 0 (0,0%)    | 0 (0,0%)   |
| Хиспаноамериканци | 0 (0,0%)    | 1 (1,0%)   |
| Укупно            | 148         | 99         |